# 숨바꼭질 (2013년 영화)
《숨바꼭질》(Hide and Seek)은 2013년에 개봉한 대한민국의 스릴러 영화이다. 손현주가 처음으로 주연을 맡은 영화이다.

## 캐스팅
- 손현주 - 백성수 역
- 문정희 - 주희 역
- 전미선 - 민지 역
- 김원해 - 백성철 역
- 정준원 - 백호세 역
- 김수안 - 백수아 역
- 김지영 - 김평화 역
- 이준혁 - 상만 역
- 노수산나 - 은혜 역
- 정민성 - 조민훈 역
- 이영석 - 노숙자 역
- 성유빈 - 어린시절 백성철 역
- 엄지성 - 어린시절 백성수 역
- 허남일 - 항구아파트 관리인 역
- 리민 - 성수아파트 관리소장 역
- 김정우 - 성수아파트 경비원 2 역
- 이종무 - 성수아파트 마트 주인 역
- 김정우 - 조민훈 역
- 조한철 - 정남 역
- 조시내 - 정남 여 역
- 이호성 - 형사 1 역
- 변우종 - 형사 4 역
- 이달 - 퀵서비스 역
- 손영순 - 항구아파트 할머니 역
- 주석태 - 과거 형사 역
- 김승필 - 과거 여중생 부 역
- 이도연 - 희진 역
- 김보령 - 과거 여경 역
- 차상미 - 과거 여중생 모 역
- 김자영 - 항구 편의점 주인 역
- 김근영 - 낙서 지우는 아줌마 역
- 박현우 - 접촉사고 운전자 역
- 이규섭 - 은혜 퇴근길 어부 역
- 김한종 - 모자 쓴 사내 역
- 김혜윤 - 과거 여중생 역
- 기주봉 - 성수 부 역 (특별출연)
- 장용철 - 친척형 역 (특별출연)

## 수상
- 2013년 제33회 한국영화평론가협회상 신인감독상 - 허정